# Kardoskút
Kardoskút ist eine ungarische Gemeinde im Kreis Orosháza im Komitat Békés.

## Geografische Lage
Kardoskút liegt fünf Kilometer südlich der Kreisstadt Orosháza und sieben Kilometer nördlich der Nachbargemeinde Tótkomloś, an dem Kanal Aranyod-éri-főcsatorna.

## Gemeindepartnerschaften
- Drăușeni, Rumänien
- Ionești (Brașov), Rumänien[1]

## Sehenswürdigkeiten
- 1848/1849er- und 1956er-Denkmal (1848–49-es és 1956-os forradalom emlékműve)
- Evangelische Kirche, erbaut in den 1930er Jahren
  - Glockenturm neben der Kirche
- Pusztaközponti Múzeum
- Vogelreservat an dem westlich der Gemeinde gelegenen See Fehér-tó
- Weltkriegsdenkmäler (I. és II. világháborús emlékmű)

## Verkehr
In Kardoskút treffen die Landstraßen Nr. 4418 und Nr. 4427 aufeinander. Die Gemeinde ist angebunden an die Eisenbahnstrecke von Mezőtúr und Mezőhegyes.